# Гидрид кадмия
Гидрид кадмия — бинарное неорганическое соединение
металла кадмия и водорода с формулой (CdH2)n,
белое вещество,
медленно разлагается водой, очень ядовит.

## Получение
- Действие иодида кадмия на алюмогидрид лития в диэтиловом эфире:

{\displaystyle {\mathsf {CdI_{2}+2LiAlH_{4}\ {\xrightarrow {-70^{o}C}}\ CdH_{2}+2AlH_{3}+2LiI}}}

## Физические свойства
Гидрид кадмия образует белое, очень неустойчивое вещество.

## Химические свойства
- Разлагается при незначительном нагревании:

{\displaystyle {\mathsf {CdH_{2}\ {\xrightarrow {-20^{o}C}}\ Cd+H_{2}}}}
- Реагирует с водой:

{\displaystyle {\mathsf {CdH_{2}+2H_{2}O\ {\xrightarrow {}}\ Cd(OH)_{2}+2H_{2}\uparrow }}}
- Реагирует с бораном:

{\displaystyle {\mathsf {CdH_{2}+2BH_{3}\ {\xrightarrow {}}\ Cd(BH_{4})_{2}}}}